# Adelasia di Adernò

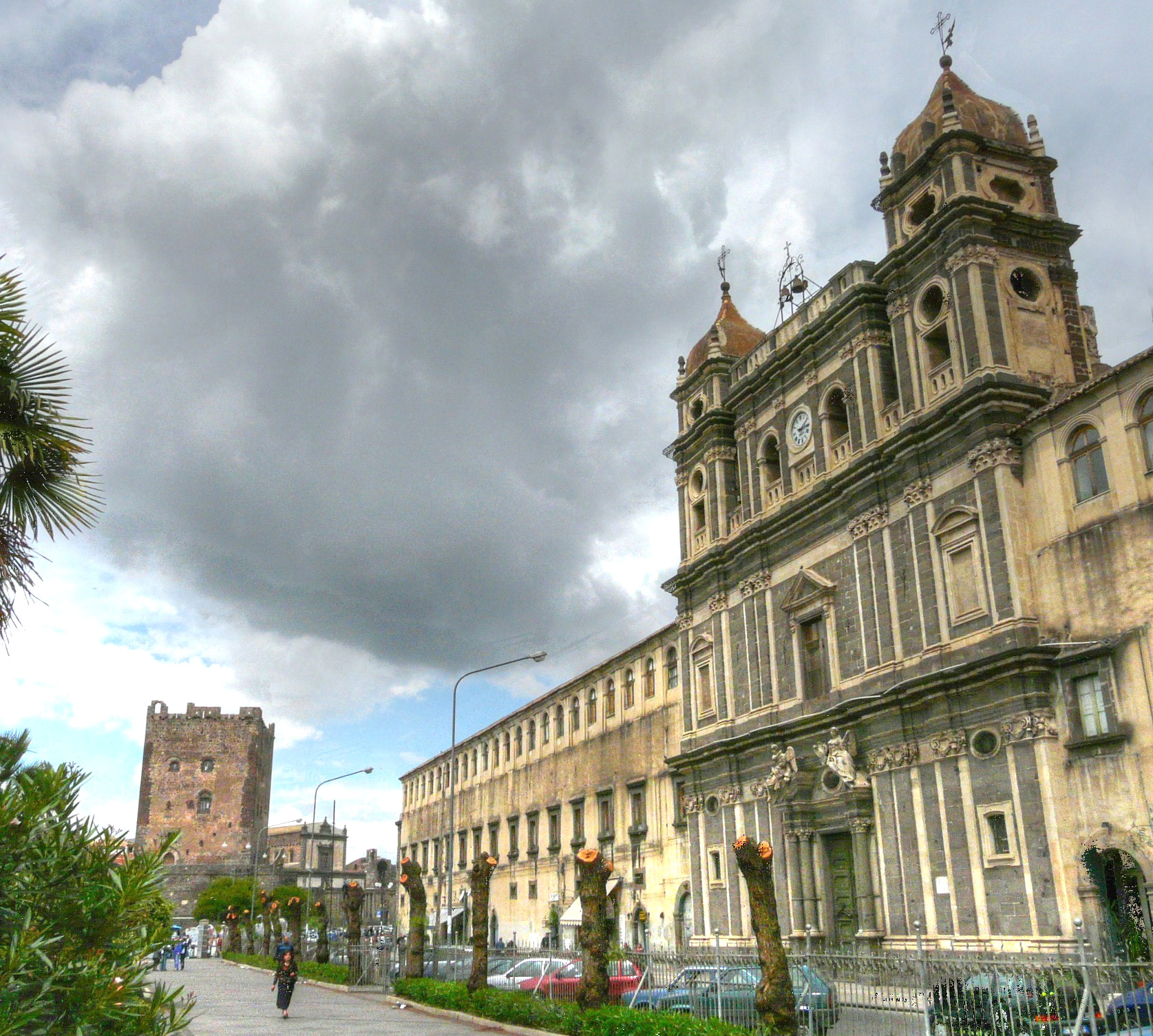
Adernò, Monastero di Santa Lucia

Adelice o Adelasia di Adernò (Collesano, 1090 circa – Caltanissetta, 1150), contessa di Collesano, Adernò e Caltanissetta, è stata una nobile normanna dell'Italia meridionale.

## Biografia
Secondo alcuni documenti storici, era figlia di Ranulfo Maniaci, discendente dal comandante bizantino Giorgio Maniace, principe e vicario dell'imperatore di Bisanzio; per altri, era invece figlia di Rodolfo Maccabeo (1060/1065-1115/1119) conte di Montescaglioso e di Emma di Altavilla, figlia a sua volta del gran conte di Sicilia Ruggero I d'Altavilla e di Giuditta d'Evreux, sposata nel 1087.
Dopo la morte del fratello Ruggero conte di Montescaglioso nel 1124, le vennero assegnate dalla corte normanna alcune terre presso Paternò, Adernò, Aidone e Caltanissetta; il suo dominio su queste terre fu poi confermate dal re Ruggero II di Sicilia nel 1142.
Adelasia fece costruire ad Adernò il Monastero di Santa Lucia.
Morì a Caltanissetta e venne sepolta nel castello di Pietrarossa.

## Discendenza
Adelasia sposò nel 1119 il conte normanno Rinaldo d'Avenel (Rainaldo Avenel o Rinaldo Avenello, + 1126) da cui ebbe un figlio, Adam, che morì precocemente dopo il 1158 ed una figlia, Matilde, che, per alcuni storici, sposò Costantino II Paternò (?-1168), conte di Butera e di Martana, per altri sposò Riccardo dell'Aquila.